# Ізернор
Ізерно́р (фр. Izernore) — муніципалітет у Франції, у регіоні Овернь-Рона-Альпи, департамент Ен. Населення — 2267 осіб (01.01.2021).
Муніципалітет розташований на відстані близько 380 км на південний схід від Парижа, 75 км на північний схід від Ліона, 25 км на схід від Бург-ан-Бресса.

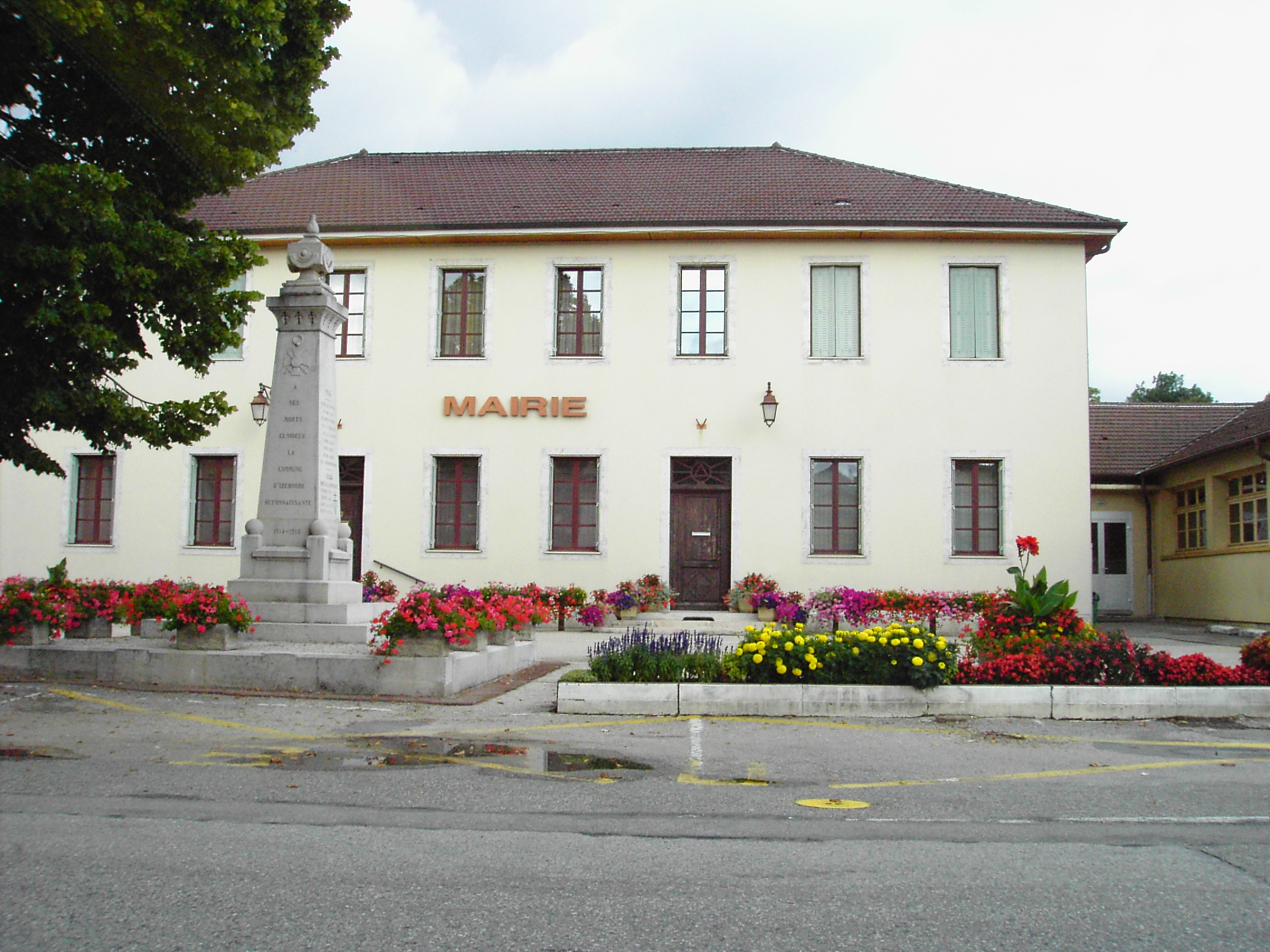
Мерія Ізернора

## Історія
До 2015 року муніципалітет перебував у складі регіону Рона-Альпи. Від 1 січня 2016 року належить до нового об'єднаного регіону Овернь-Рона-Альпи.

## Демографія
Динаміка населення (INSEE і Cassini ):
Розподіл населення за віком та статтю (2006):
| Стать | Всього | До 15 років | 15-24 | 25-44 | 45-64 | 65-85 | Понад 85 |
| --- | ------ | ----------- | ----- | ----- | ----- | ----- | -------- |
| Чоловіки | 1104   | 344         | 152   | 340   | 192   | 72    | 4        |
| Жінки | 1032   | 216         | 116   | 396   | 208   | 80    | 16       |
| \| Статево-вікова піраміда \| Статево-вікова піраміда \| Статево-вікова піраміда \| \| ----------------------- \| ----------------------- \| ----------------------- \| \| Чоловіки \| Вік \| Жінки \| \| 4 \| 85 + \| 16 \| \| 20 \| 80-84 \| 20 \| \| 0 \| 75-79 \| 28 \| \| 28 \| 70-74 \| 12 \| \| 24 \| 65-69 \| 20 \| \| 32 \| 60-64 \| 60 \| \| 64 \| 55-59 \| 44 \| \| 36 \| 50-54 \| 56 \| \| 60 \| 45-49 \| 48 \| \| 80 \| 40-44 \| 116 \| \| 100 \| 35-39 \| 108 \| \| 108 \| 30-34 \| 104 \| \| 52 \| 25-29 \| 68 \| \| 68 \| 20-24 \| 68 \| \| 84 \| 15-20 \| 48 \| \| 92 \| 10-14 \| 92 \| \| 140 \| 5-9 \| 56 \| \| 112 \| 0-4 \| 68 \| |        |             |       |       |       |       |          |
| Статево-вікова піраміда |        |             |       |       |       |       |          |
| Чоловіки | Вік    | Жінки       |       |       |       |       |          |
| 4 | 85 +   | 16          |       |       |       |       |          |
| 20 | 80-84  | 20          |       |       |       |       |          |
| 0 | 75-79  | 28          |       |       |       |       |          |
| 28 | 70-74  | 12          |       |       |       |       |          |
| 24 | 65-69  | 20          |       |       |       |       |          |
| 32 | 60-64  | 60          |       |       |       |       |          |
| 64 | 55-59  | 44          |       |       |       |       |          |
| 36 | 50-54  | 56          |       |       |       |       |          |
| 60 | 45-49  | 48          |       |       |       |       |          |
| 80 | 40-44  | 116         |       |       |       |       |          |
| 100 | 35-39  | 108         |       |       |       |       |          |
| 108 | 30-34  | 104         |       |       |       |       |          |
| 52 | 25-29  | 68          |       |       |       |       |          |
| 68 | 20-24  | 68          |       |       |       |       |          |
| 84 | 15-20  | 48          |       |       |       |       |          |
| 92 | 10-14  | 92          |       |       |       |       |          |
| 140 | 5-9    | 56          |       |       |       |       |          |
| 112 | 0-4    | 68          |       |       |       |       |          |

## Економіка
2010 року серед 1489 осіб працездатного віку (15—64 років) 1164 були активними, 325 — неактивними (показник активності 78,2%, у 1999 році було 78,3%). З 1164 активних мешканців працювали 1062 особи (556 чоловіків та 506 жінок), безробітними було 102 (44 чоловіки та 58 жінок). Серед 325 неактивних 116 осіб було учнями чи студентами, 118 — пенсіонерами, 91 була неактивною з інших причин.

У 2010 році в муніципалітеті числилось 881 оподатковане домогосподарство, у яких проживали 2329,0 особи, медіана доходів виносила 19 118 євро на одного особоспоживача

## Галерея зображень

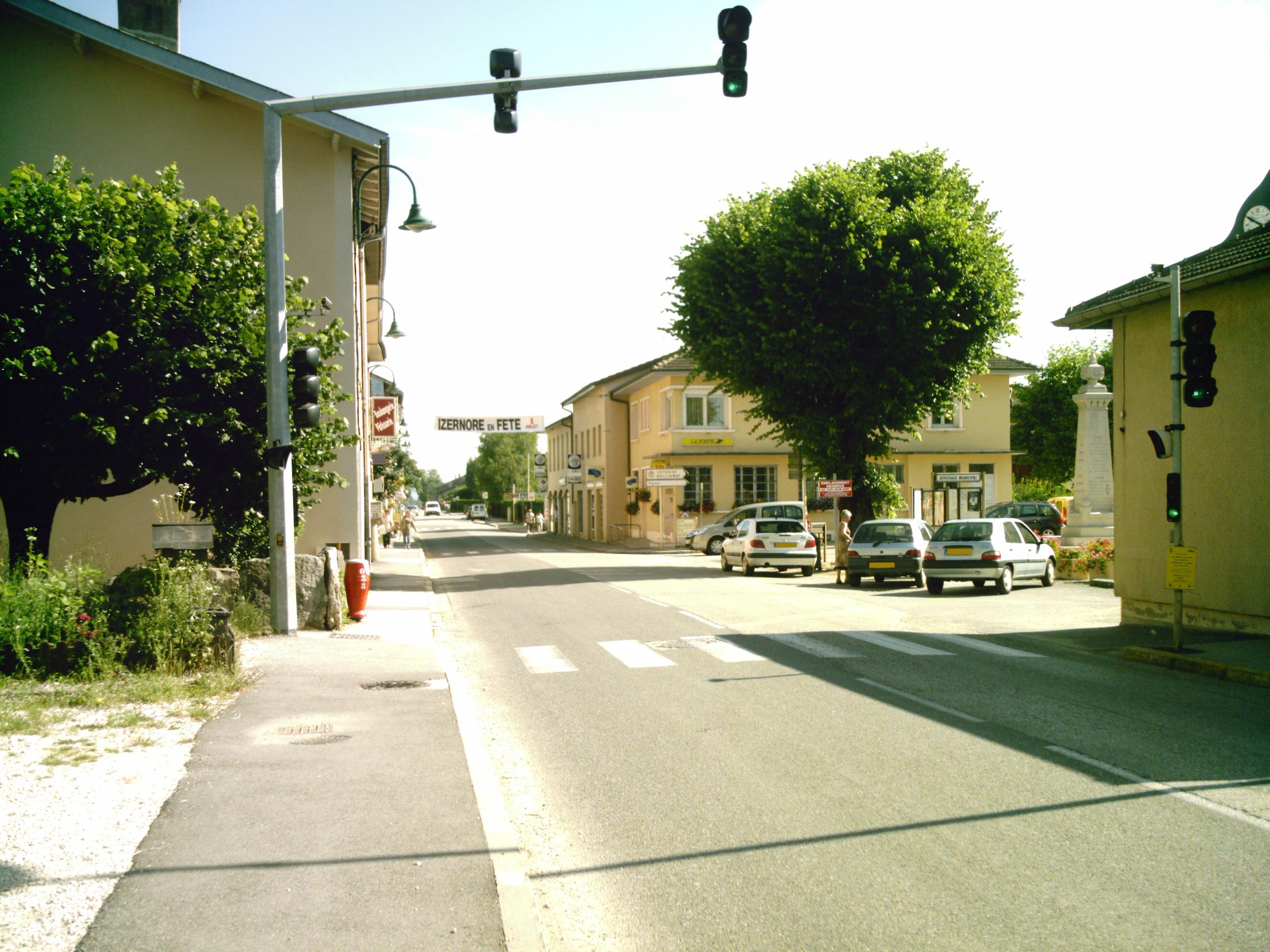
Головна вулиця
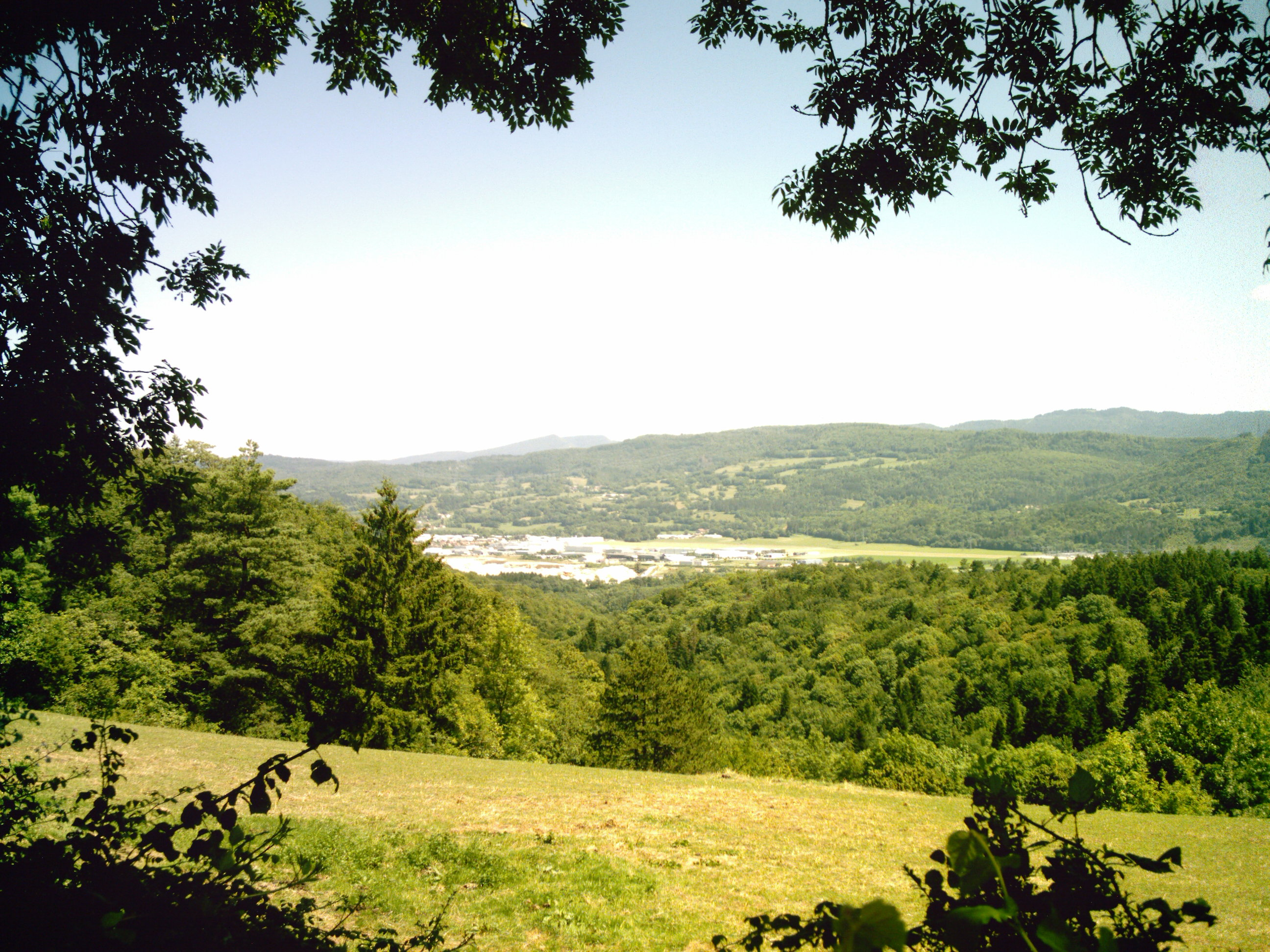
Вид на Ізернорську долину
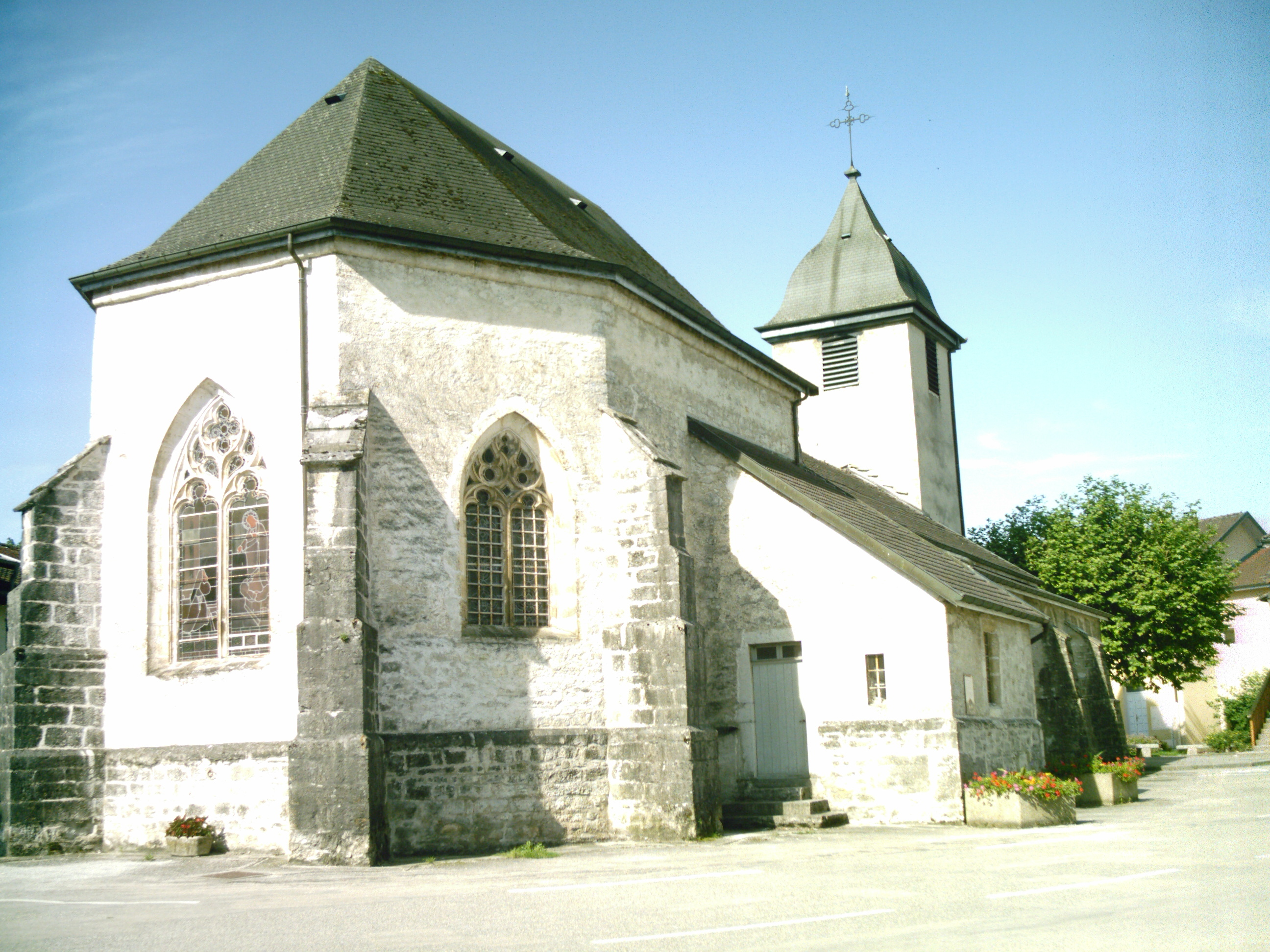
Церква в Ізернорі
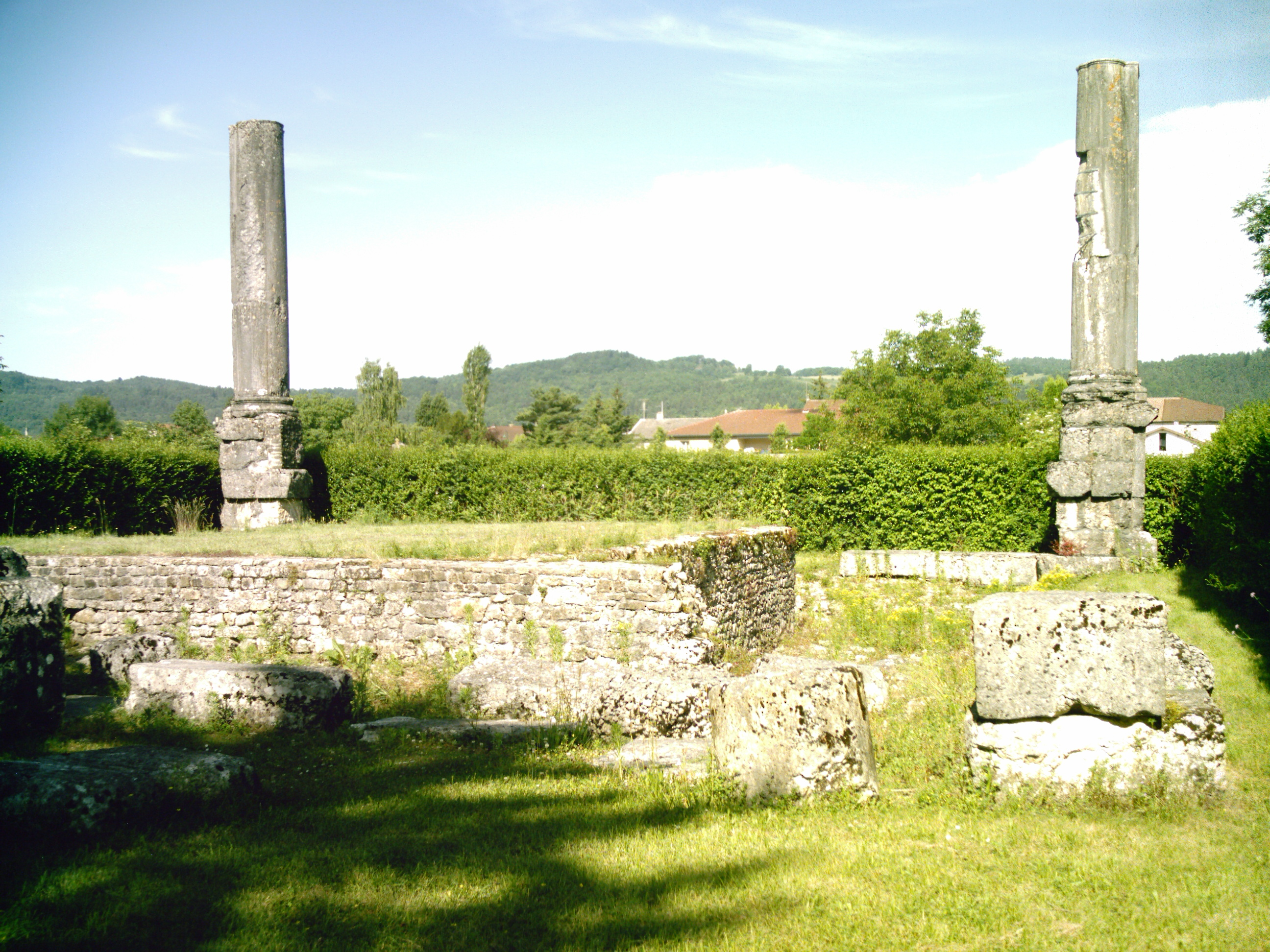
Руїни гало-римських терм
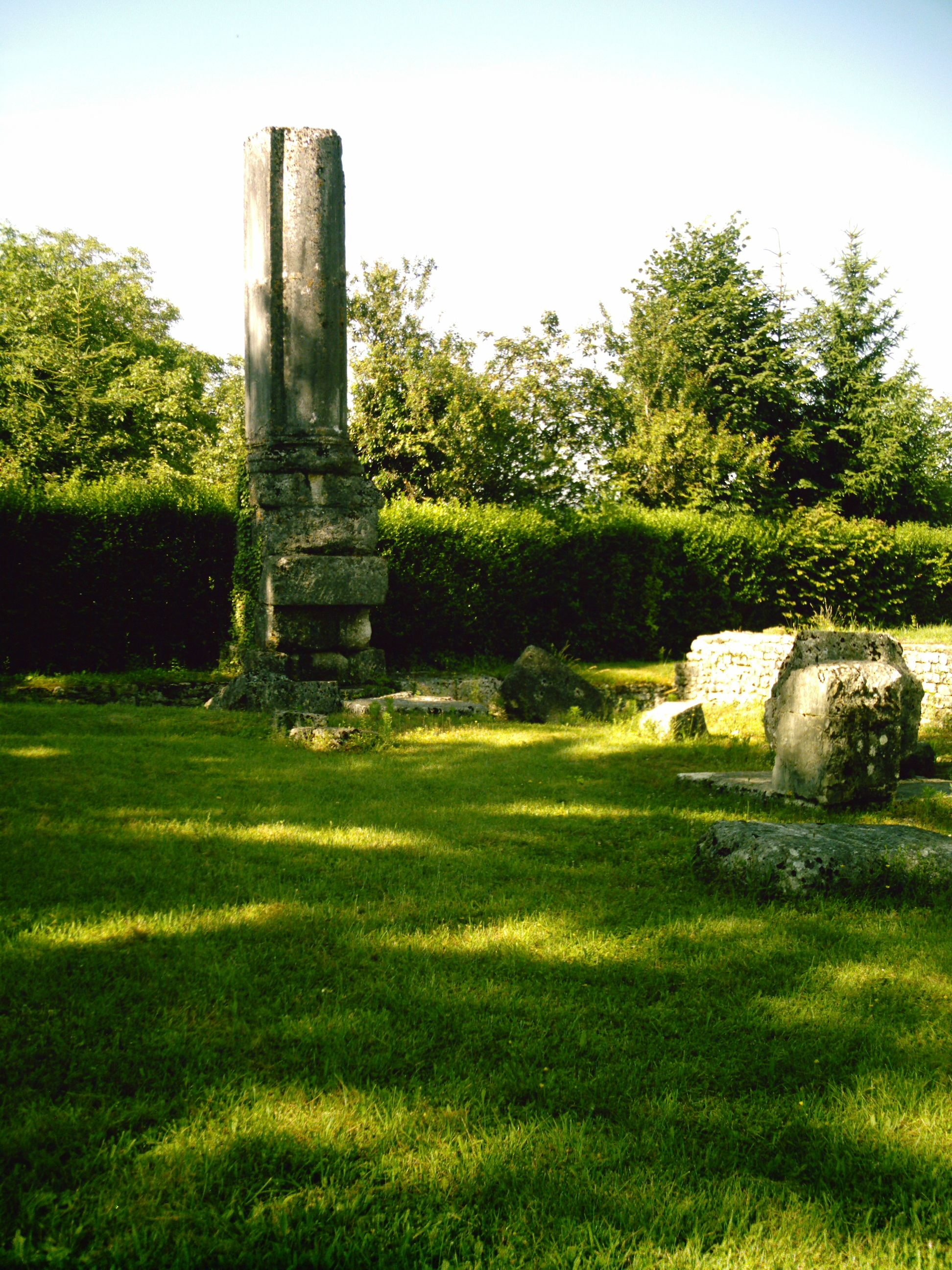
Руїни гало-римського храму